# Березін Анатолій Іванович
Анато́лій Іванович Бере́зін (16 грудня 1931 село Рождествено Ічалківського району, Мордовська автономна область — 28 квітня 1998, Саранськ, Республіка Мордовія) — мордовський політик. Лідер радянської номенклатури в Мордовській АРСР в епоху Л. Брежнєва. Рекордсмен з тривалості перебування на посаді 1-го секретаря Мордовського обласного комітету КПРС (понад 20 років). Член Центральної Ревізійної Комісії КПРС у 1971—1976 роках. Член ЦК КПРС у 1976—1991 роках. Депутат Верховної Ради РРФСР 8-го скликання. Депутат Верховної Ради СРСР 9—11-го скликань. Народний депутат СРСР у 1989—1991 роках.

## Біографія
Національність — офіційно росіянин, хоча за іншими даними — ерзя. У 1946 році закінчив Рождественську семирічну, в 1949 році — Ічалковську середню школу.
У 1953 році закінчив Мордовський державний педагогічний інститут імені Полєжаєва, здобув кваліфікацію вчителя історії середньої школи. В інституті обирався членом комсомольського бюро факультету і секретарем комсомольського бюро курсу.
З 1953 року — 2-й секретар, з жовтня 1954 року — 1-й секретар Саранського міського комітету ВЛКСМ.
Член КПРС з 1954 року.
З березня 1957 року — секретар з роботи серед учнівської молоді, з вересня 1957 по серпень 1961 року — 1-й секретар Мордовського обласного комітету ВЛКСМ.
У серпні 1961 — грудні 1962 року — 1-й секретар Дубенського районного комітету КПРС Мордовської АРСР. З грудня 1962 року — секретар партійного комітету Атяшевського виробничого колгоспно-радгоспного управління Мордовської АРСР. У січні 1965 — квітні 1967 року — 1-й секретар Атяшевського районного комітету КПРС Мордовської АРСР.
У 1967 році заочно закінчив сільськогосподарський факультет Мордовського державного університету за фахом «агрономія».
У квітні 1967 — квітні 1969 року — завідувач сільськогосподарського відділу Мордовського обласного комітету КПРС.
У квітні 1969 — липні 1970 року — 1-й секретар Саранського міського комітету КПРС Мордовської АРСР.
У липні 1970 — лютому 1971 року — 2-й секретар Мордовського обласного комітету КПРС.
3 лютого — квітень 1971 року — голова Ради міністрів Мордовської АРСР.
У квітні 1971 — 24 серпня 1990 року — 1-й секретар Мордовського обласного комітету КПРС.
Одночасно 10 квітня — 17 жовтня 1990 року — голова Верховної ради Мордовської АРСР.
З 1991 року — на пенсії в місті Саранську.
Зробив вагомий внесок у розвиток промислового потенціалу Республіки Мордовія. Політологи відносили постать Березіна до представників «ерзянського лобі» в республіканських органах влади, протиставляючи його «мокшанському лобі» родини Меркушкіних та ставленику міського електорату, росіянину Васілію Ґусляннікову (Президент РМ 1991—1993).
Автор ґрунтовних мемуарів, написаних уже на «політичній пенсії» — у 1990-их роках. За даними доктора історичних наук О. Широкова «вони включають в себе цікаві спостереження про стиль роботи партійних органів, дають змогу зрозуміти їх роль у соціально-економічному розвитку республіки».

## Нагороди і звання
- два ордени Леніна (11.12.1973; 15.12.1981)
- орден Жовтневої Революції (27.8.1971)
- орден Трудового Червоного Прапора (24.12.1965)
- орден Дружби народів
- медалі